# Teke
I Teke (trascritto anche come Téké) o Bateke, noti anche come Tio, sono un'etnia africana del gruppo bantu. Sono presenti nel Repubblica del Congo, nella Repubblica Democratica del Congo, e, in misura minore, nel Gabon. Parlano le lingue teke e ibali.

## Storia
Lo Stato dei Teke era chiamato dagli Europei (innanzitutto dai Portoghesi) con il nome di Anzico. La prima attestazione di tale denominazione si trova nell'elenco dei titoli spettanti al mani Congo redatto dai Portoghesi nel 1535.

Intorno al 1620 il regno di Anzico divenne indipendente, e lo rimase fino alla conquista europea nel 1875.

Il sovrano di questo regno aveva il titolo di Unca Macoco. Tuttavia gli Europei lo chiamavano semplicemente Macoco.

## Distribuzione

### Repubblica del Congo
Nella Repubblica del Congo sono presenti principalmente nelle regioni di Plateaux, di Cuvette-Ouest, di Niari, di Bouenza e di Pool. I Teke del Plateaux sono chiamati Mbéti e Tégué, quelli del Niari sono chiamati Nzabi. Secondo i leggendari fondatori congolesi, discenderebbero da Nguunu, antenato della maggior parte delle popolazioni del Congo meridionale. Successori dei pigmei (Négrilles) nell'occupazione del Congo-Brazzaville, i Teke del Congo discendono dai fondatori del regno di Anzico, storico rivale del Regno del Congo. Un loro leggendario re, conosciuto nella storia come Makoko di Mbé, firmò il 3 ottobre 1880 a Mbé, capitale del suo regno, un accordo con l'esploratore italiano Pietro Savorgnan di Brazzà.

### Repubblica Democratica del Congo
In Repubblica Democratica del Congo i Teke sono stanziati nella provincia di Bandundu e nella città-provincia di Kinshasa.

### Gabon
Nel Gabon i Teke sono stanziati principalmente nella provincia di Haut-Ogooué. Il defunto presidente del Gabon, Omar Bongo, era un Teke.

## Arte

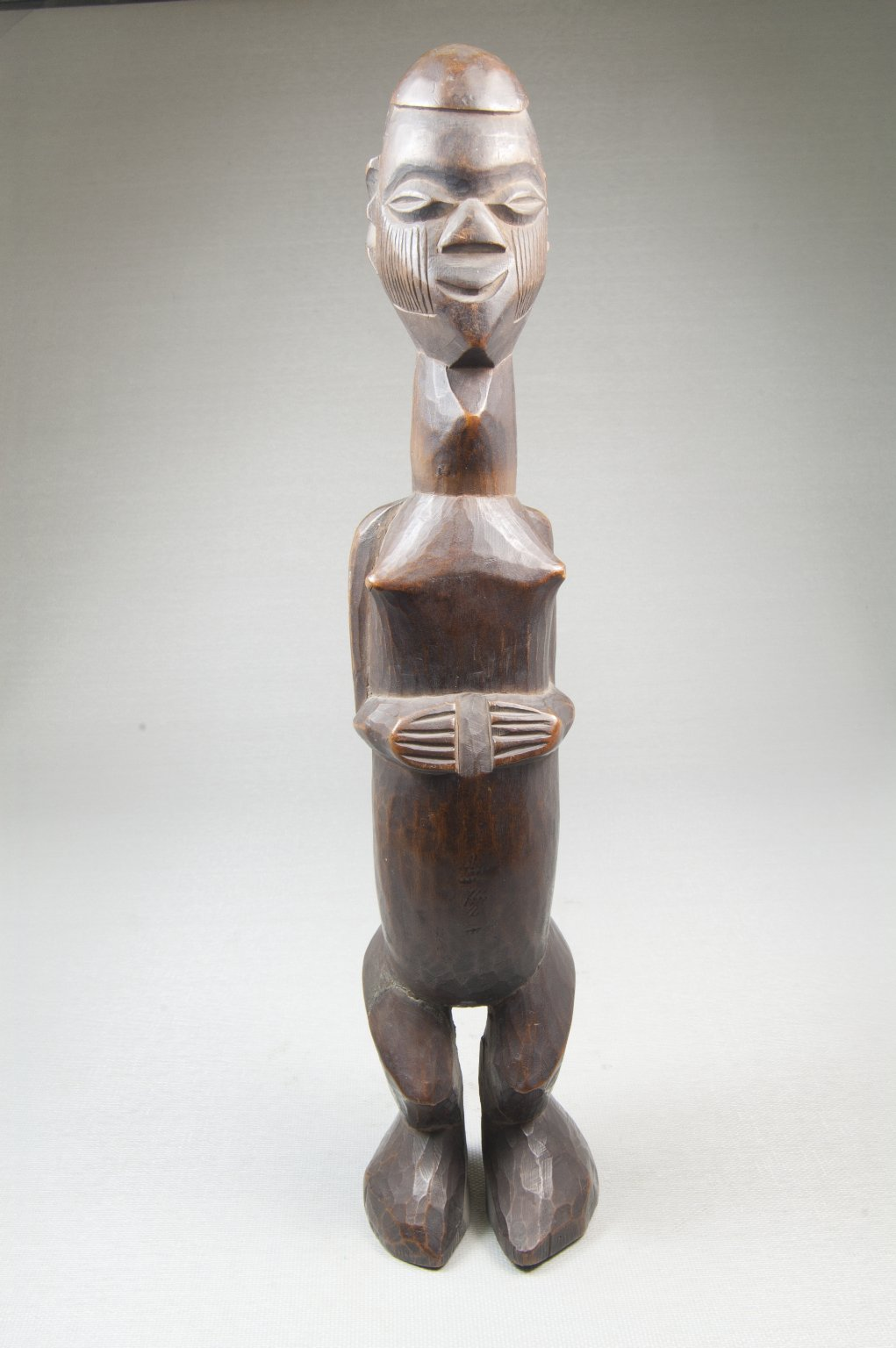
Figura femminile in legno, XIX-XX secolo, Brooklyn Museum

La scultura Teke annovera una buona varietà di maschere fantasiose e di statuette destinate a riti apotropaici o raffiguranti antenati. Talvolta il corpo dell'oggetto è scavato per consentire l'immissione di sostanze magiche o medicinali. I Teke sono rinomati per la produzione di monili e di oggetti di uso comune decorati.